# Scott Withers
Scott Withers (ur. 23 marca 1964) – australijski judoka.
Srebrny medalista mistrzostw Oceanii w 1988. Brązowy medalista mistrzostw Australii w latach 1986-1989.